# Джикія Бондо Серапіонович
Бондо Серапіонович Джикія (1938, тепер Грузія — ?) — грузинський радянський державний діяч, секретар ЦК КП Грузії. Депутат Верховної ради Грузинської РСР 11—12-го скликань.

## Життєпис
Закінчив Грузинський інститут субтропічного господарства.
До 1964 року — інженер-механік, заступник керуючого Зугдідської машинно-меліоративної станції «Грузсільгосптехніки».
Член КПРС з 1964 року.
У 1964—1965 роках — заступник секретаря Зугдідського сільського виробничого комітету ЛКСМ Грузії.
У 1965 році — заступник секретаря партійного комітету будівництва Інгурської гідроелектростанції.
З 1966 року — 1-й секретар Зугдідського районного комітету ЛКСМ Грузії.
У 1972—1973 роках — секретар партійного комітету Інгурського целюльозно-паперового комбінату.
У 1973—1975 роках — секретар, 2-й секретар Зугдідського міського комітету КП Грузії.
У 1975—1983 роках — інспектор ЦК КП Грузії; 1-й секретар Кобулетського районного комітету КП Грузії.
У 1983—1987 роках — 1-й секретар Цхакаївського районного комітету КП Грузії.
У 1987—1988 роках — 1-й секретар Зугдідського районного комітету КП Грузії.
У 1988 — 17 червня 1989 року — завідувач відділу сільського господарства та харчової промисловості ЦК КП Грузії.
17 червня 1989 — грудень 1990 року — секретар ЦК КП Грузії.
Подальша доля невідома.

## Родина
Одружений, двоє дітей.

## Нагороди
- орден Жовтневої Революції
- орден «Знак Пошани»
- медаль